# Reservas Naturales de las Marquesas

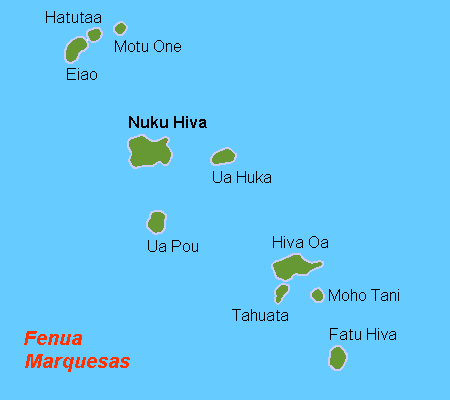
Mapa de las Islas Marquesas

Las Reservas Naturales de las Marquesas son una red de pequeñas reservas naturales en las Islas Marquesas. Fueron declaradas por el gobierno de la Polinesia Francesa en 1992 como un primer paso para la conservación de la flora y fauna nativa en algunas de las islas más pequeñas del archipiélago.
El sistema de reservas está compuesto por cuatro unidades:
- Reserva Natural de la Isla Eiao, que abarca Eiao y sus formaciones rocosas circundantes (8.002°S 140.703°W).
- Reserva Natural de Hatutu, que incluye la isla de Hatutu y sus rocas circundantes (7.918°S 140.572°W).
- Reserva Natural de Motane, que protege las islas de Moho Tani y Terihi, así como algunas rocas cercanas (9.986°S 138.829°W).
- Reserva de Motu One, que cubre la red de arrecifes de coral e islotes arenosos de Motu One (7.868°S 140.378°W).

En 1996, Lucien Kimitete, alcalde de Nuku Hiva, propuso que las Marquesas fueran declaradas Patrimonio de la Humanidad por la UNESCO. En mayo de 2022, comenzaron las consultas públicas sobre su inclusión en la lista.